# Eastdale
Eastdale fue un trío de pop punk originario de Georgia, conocido en la escena punk de Florida y por la estancia de Travis Richter (ex From First to Last/The Human Abstract).

## Historia
La banda se formó en el 1999, en la pequeña ciudad de Albany en Georgia, con Ben Drawdy en batería y Travis Richter en voz, este comenzó en la música a los 15 años aproximadamente. Drawdy aprendió a tocar batería en unos meses y se integró Derek Thornton como bajista.
La banda se nombró Eastdale cuando un amigo de Travis pensaba en nombres para su propia banda que formaba, comenzó cantando fuerte diversos nombres y de repente Eastdale salió de su boca. A Travis le fascinó el nombre y le preguntó si podía usarlo. El accedió ya que dijo que no le gustó, por lo que este lo trajo al resto de la banda y lo mantuvieron hasta su disolución.
El trío se mudó a Orlando, Florida, donde comenzó a hacerse bastante conocido. Derek decidió volver a Albany para trabajar y terminar sus estudios, por lo que fue reemplazado por Kris Joseph, el que tocó con la banda hasta el 2002, siendo reemplazado por Brannon Jones. Tras eso la banda visitó muchas ciudades de mandera underground alrededor de Estados Unidos, aunque tocando principal y frecuentemente en Georgia y Florida.
A inicios del 2002 la banda grabó dos demos (Broken Hearts Forever Baby y I Know I’ll Never) en los estudios Earthsound en Valdosta, con su amigo y productor Lee Dyess. El proceso de composición y escritura fue por Travis en su casa junto a una guitarra acústica.
La banda se disolvió a mediados del 2002, debido a que Trav dejó la banda para integrarse como guitarrista a la banda First Too Last, (From First to Last más tarde), con la que se hizo mundialmente conocido, la que dejó en el año 2009. Integrándose en el 2010 a la banda The Human Abstract, en la cual es vocalista. Digital Veil fue lanzado en marzo del 2011, por Hopeless.
La banda deseó tocar siempre con Atari, además de conocerla, también deseó tocar en el Hard Rock Live y el Murry Hill Theatre en Jacksonville, Florida. Al igual siempre se buscó una gira propia junto a un contrato discográfico.

## Miembros
Última formación
- Travis Richter - Voces, guitarra (1999-2002)
- Brannon Jones - Bajo (2002)
- Ben Drawdy - Batería, percusión (1999-2002)

Anteriores miembros
- Derek Thornton - Bajo, coros (1999-2001)
- Kris Joseph - Bajo, coros (2001-2002)